# Zakonnica (powieść)
Zakonnica (fr. La Religieuse) – powieść Denisa Diderota opublikowana po raz pierwszy w 1796, po śmierci autora.

## Okoliczności powstania utworu
Denis Diderot, ateista z przekonania, napisał Zakonnicę w celu wyrażenia własnych poglądów w sprawie zakonów i ich pozycji we współczesnym mu społeczeństwie. W celu zdobycia dodatkowych materiałów posłużył się mistyfikacją literacką: skontaktował się z autentycznym markizem de Croismare, o którym wiedział, że ten interesował się młodą zakonnicą ubiegającą się o przeniesienie do stanu świeckiego. Diderot podszył się w liście pod autentyczną mniszkę; aby przerwać nawiązaną korespondencję, po kilku listach upozorował śmierć kobiety, co miało nastąpić w maju 1760. Latem tego samego roku pisarz ukończył pracę nad utworem, którego jednak z powodów obyczajowych nie opublikował.

## Treść
Utwór utrzymany jest w formie pamiętnika zakonnicy zbiegłej z klasztoru. Maria Zuzanna Simonin zostaje zmuszona przez rodziców do złożenia ślubów zakonnych, gdyż jest nieślubnym dzieckiem, zaś jej rodzina pragnie wyposażyć jej dwie siostry. Początkowo protestuje przeciwko konieczności rozpoczęcia życia, do którego nie czuje się powołana, w końcu jednak ulega i wstępuje do klasztoru klarysek w Longchamp. Pierwsza przełożona, mistyczka de Moni, rozumie rozterki młodej kobiety i stara się ją wspierać, by odnalazła szczęście w życiu zakonnym. Jednak kolejna, matka Krystyna, zaczyna źle ją traktować, zwłaszcza po tym, gdy Zuzanna manifestuje przywiązanie do zmarłej opatki i odmawia poddawania się fizycznym umartwieniom. Przełożona nastawia całą wspólnotę zakonną przeciwko Zuzannie, która postanawia podjąć starania o zdjęcie ślubów zakonnych, jako złożonych nieszczerze. Z pomocą jedynej mniszki, która stoi po jej stronie, kontaktuje się listownie z adwokatem Manouri. Wyklęta przez inne zakonnice jako "odstępczyni" i poddana fizycznym i psychicznym szykanom, przegrywa sprawę o przywrócenie do stanu świeckiego. Po chorobie uzyskuje jedynie przeniesienie do innego klasztoru, w Arpajon. W nowym miejscu staje się obiektem seksualnego pożądania przełożonej. Zuzanna odrzuca jej zaloty; w rozmowach ze spowiednikami stara się uzyskać rady w sprawie dalszego postępowania, nikt jednak nie potrafi jej pomóc. Ostatecznie dziewczyna decyduje się na ucieczkę po tym, gdy przełożona wpada w obłęd, a następnie umiera. W dorożce spotyka benedyktyna, który próbuje ją zgwałcić; wreszcie Zuzannie udaje się zdobyć pracę. Żyje jednak w ciągłym strachu przed zdemaskowaniem. Do markiza Croismare pisze z prośbą o pomoc; jej dalsze losy są nieznane.

## Cechy utworu
W Zakonnicy zastosowana została narracja pierwszoosobowa; całość stylizowana jest na pamiętnik Marii Zuzanny Simonin, przesłany do markiza z prośbą o pomoc. Diderot dokonuje psychologicznej analizy przeżyć szczerze wierzącej młodej kobiety, która nie odczuwa jednak powołania do życia zakonnego. Utwór wyraźnie kontrastuje ze sobą postawę zakonnic, które w większości jedynie symulują przywiązanie do religii, z postawą Zuzanny, osoby o bogatym życiu wewnętrznym, poszukującej w modlitwie pociechy w najtrudniejszych momentach życia. Równocześnie Diderot dokonuje analizy życia zakonnego zgodnie z przedstawioną przez siebie koncepcją biologiczną: traktuje klasztor jako zbiorowisko osobników danego gatunku, w którym te nieprzystosowujące się do sytuacji (jak Zuzanna) są skazane na cierpienie.
Diderot nie występuje w utworze z teoretyczną krytyką zakonów; w zamyśle autora same przytaczane przykłady szykan wymierzanych Zuzannie mają wystarczyć, by ukazać całkowicie negatywne oblicze instytucji katolickich zakonów. Ukazane w utworze mniszki są złośliwe i sfrustrowane z powodu swojej sytuacji, egzaltowane, żyją w lesbijskich związkach lub chorują psychicznie. Nawet przedstawiona jako szlachetna i szczerze powołana do życia monastycznego pani de Moni zostaje ukazana jako osoba niecałkowicie zdrowa psychicznie (jako mistyczka i wizjonerka). Zdecydowanie potępione zostają jednak nie tylko zakony, ale i rodzina Zuzanny, która z powodów majątkowych świadomie zmusza ją do życia niezgodnego z jej aspiracjami.
Zakonnica wpisuje się w częsty w oświeceniowej literaturze francuskiej motyw kobiety cnotliwej cierpiącej prześladowania oraz w nurt publicystycznej i literackiej krytyki zakonów (przedstawiony w niej obraz życia klasztornego rozwija m.in. Justyna, czyli niedole cnoty markiza de Sade'a).

## Publikacja
Przez dwadzieścia lat utwór Diderota był znany jedynie jego najbliższym przyjaciołom, gdyż pisarz nie publikował go w obawie przed cenzurą obyczajową. W 1780 autor, pragnąc poszerzyć krąg osób znających dzieło, przekazał rękopis szwajcarskiemu pisarzowi Meisterowi. Do pierwszej publikacji Zakonnicy we Francji doszło w 1796, następnie w 1821. Wznowienia utworu w latach 1824 i 1826 zostały zatrzymane przez cenzurę z powodu uznania tekstu za niemoralny.
Polski przekład Zakonnicy, autorstwa Wacława Rogowicza, został pierwszy raz opublikowany w 1949 i od tego czasu co najmniej pięciokrotnie wznawiany.

## Adaptacja filmowa
Film na podstawie powieści nakręcił w 1966 Jacques Rivette, który był również współautorem scenariusza. Obraz z Anną Kariną w roli głównej otrzymał nominację do Złotej Palmy. Na kanwie powieści w 2013 powstał film, nominowany do Cezara, w którym jedną z ról zagrała Isabelle Huppert.